# Pricktest

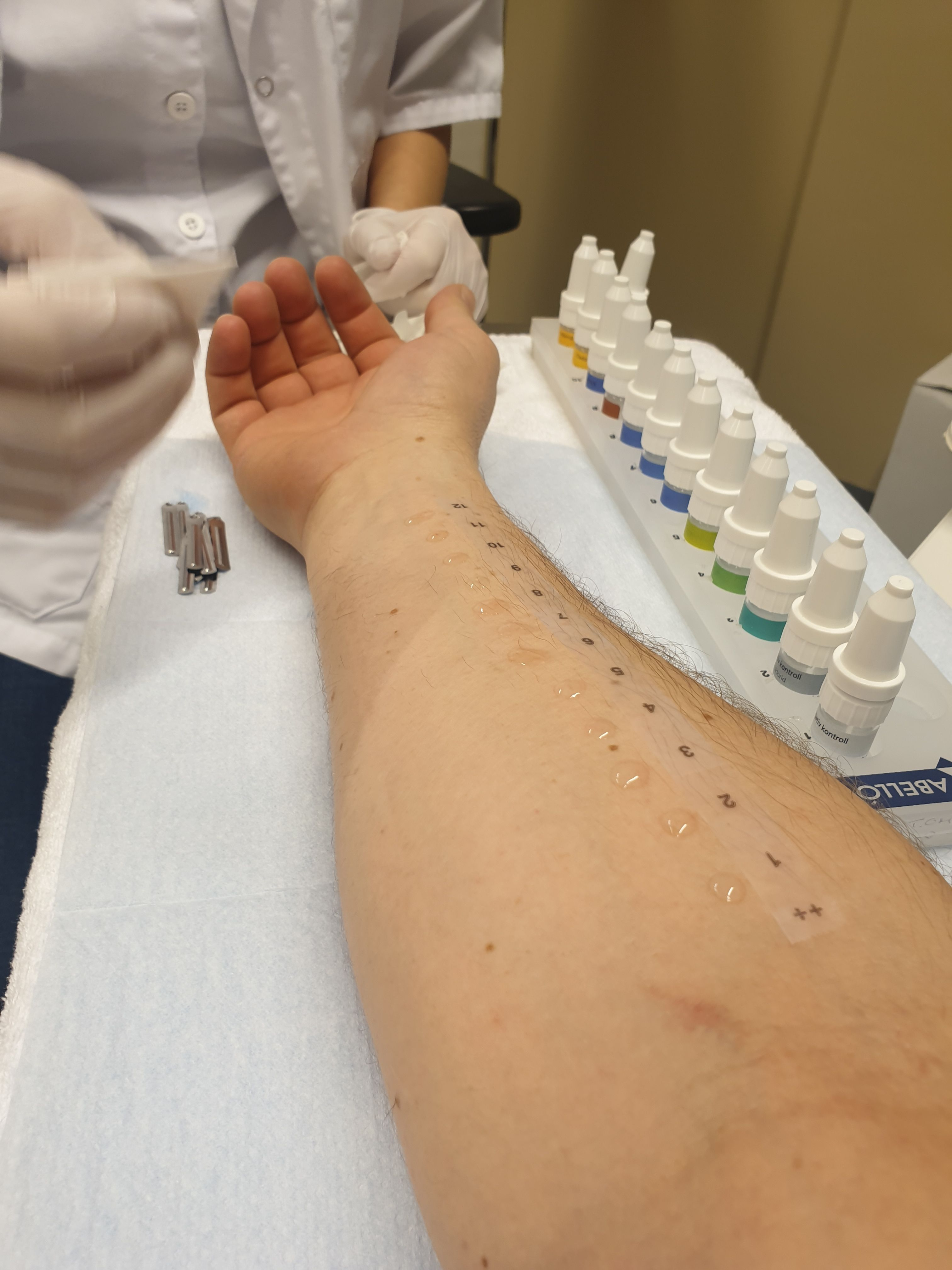
Genomförande av pricktest.

Pricktest, test för att diagnostisera allergi. Allergenextrakt samt histamin och natriumkloridlösning förs in strax under överhuden och utslaget noteras. 
I Sverige innehåller en så kallad standardpanel vanligtvis björk, timotej, gråbo, katt, häst, hund, husdammskvalster (D. pteronyssinus och D. farinae) samt mögel (Cladosporium och Alternaria).